# Dan Rostenkowski

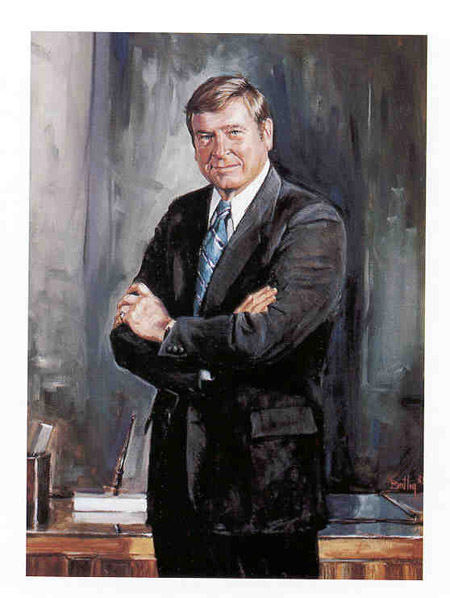
Porträtt av Dan Rostenkowski.

Daniel David "Dan" Rostenkowski, född 2 januari 1928 i Chicago, Illinois, död 11 augusti 2010 i Genoa City, Wisconsin, var en amerikansk demokratisk politiker. Han var ledamot av USA:s representanthus 1959–1995. Rostenkowski var kongressledamot för Illinois 8:e distrikt fram till 1993 och de två sista åren representerade han Illinois 5:e distrikt. År 1996 dömdes han till 17 månader i fängelse för postbedrägeri.

## Bakgrund och tidig karriär
Rostenkowskis farfar Peter var en polsk invandrare som var delegat till demokraternas konvent inför presidentvalet i USA 1912. Fadern Joe Rostenkowski var ledamot av Illinois lagstiftande församling. Dan Rostenkowski tjänstgjorde i USA:s armé i slutet av 1940-talet och gifte sig 1951 med LaVerne Pirkins. Med stöd från borgmästaren i Chicago Richard J. Daley vann Rostenkowski stort i kongressvalet 1958.

## Mäktig kongressledamot från Chicago
Rostenkowski tillträdde 1959 som kongressledamot och fick 1961 en plats i ett av representanthusets mäktigaste utskott, Ways and Means Committee, som har skatte- och tullfrågor som sitt ansvarsområde. Han var utskottets ordförande från 1981 till dess att han drabbades av en skandal år 1994. I kongressen åstadkom han godkännandet av 1986 års skattereform och North American Free Trade Agreement. Enligt Almanac of American Politics av år 1990 var han en av de mäktigaste och mest produktiva lagstiftarna i USA.

## Skandal
Skandalen som gjorde slut på Rostenkowskis karriär fick sin början med en undersökning av representanthusets postkontor år 1992. Undersökningen tog två år och 1994 åtalades Rostenkowski bland annat för att ha använt offentliga medel till att ha köpt ett stort antal frimärken och sedan sålt dem för profit. Åtalspunkterna var sammanlagt sjutton, bland annat anklagades kongressledamoten för att ha anställt fjorton personer som utförde väldigt litet officiellt arbete eller inget alls. Newt Gingrich ledde Republikanska partiet till valseger i kongressvalet 1994 då demokraterna förlorade sina majoriteter i kongressens båda kamrar. Rostenkowski lyftes fram av motståndarna som ett typiskt exempel på kongressens korruption och han besegrades av republikanen Michael P. Flanagan. I rättegången som följde erkände Rostenkowski sin skuld på två åtalspunkter. Han tillbringade 15 månader i federala fängelser i Minnesota och i Wisconsin och därefter ännu två månader i husarrest. Rostenkowski fick i december 2000 en officiell benådning av den avgående presidenten Bill Clinton.

## Vän av Polen
Rostenkowskis begravningsgudstjänst 2010 hölls i samma kyrka, St. Stanislaus Kostka, där han döptes år 1928. Många ledande Chicagopolitiker och Polens generalkonsul deltog i gudstjänsten. Rostenkowski var känd som en vän av Polen, ett land som han besökte åtta gånger. Tre år innan kardinal Karol Wojtyła faktiskt blev påve åkte Rostenkowski till Polen för att möta honom. Då det påpekades för honom att kardinalen som han skulle möta hade påvepotential, svarade Rostenkowski "Are you kidding – a Polish pope?" ("Skämtar du – en polsk påve?")